# Etnarca
Etnarca (in greco ἐθνάρχης, forse calco di un'espressione orientale) era un titolo, tipico del periodo ellenistico e poi usato dai Romani, attribuito talvolta al capo di un popolo orientale ritenuto inferiore al re ma superiore al tetrarca.
Il titolo di etnarca è stato usato da alcuni capi del Regno di Giudea, retto dagli Asmonei, dinastia sorta alla metà del II secolo a.C. Fu infatti assunto inizialmente da Simone Maccabeo nel 141 a.C. Successivamente, nel 47 a.C., Giulio Cesare lo attribuì a Ircano II. Il titolo fu ripreso nel 4 a.C. da Erode Archelao, successore di Erode il Grande, per contrapporsi al titolo di tetrarca assunto dai fratelli.
Il passaggio dal titolo di etnarca alla dignità regale è testimoniato anche per Asandro del Bosforo (Luciano, Macrobi, 17), che però nei primi anni si qualificava sulle monete come arconte. Il titolo è stato adoperato anche per indicare alcuni sceicchi arabi. Nella Chiesa ortodossa, assumeva il titolo di etnarca il metropolita con funzioni di capo civile nei periodi di dominazione straniera.